# Jacques-Martin Hotteterre

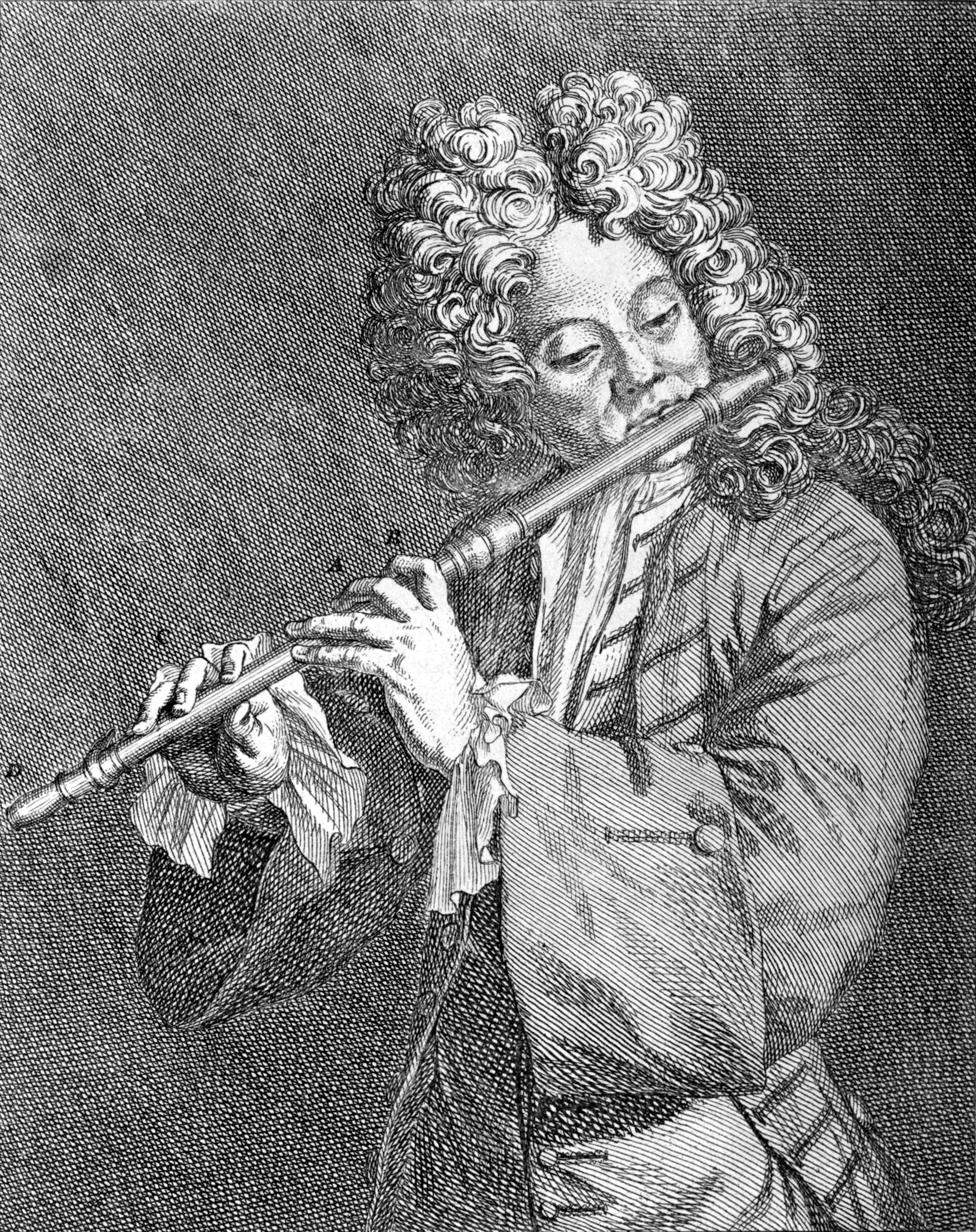
Jacques-Martin Hotteterre

Jacques-Martin Hotteterre "Le Romain" (Parijs, 29 september 1674 - aldaar, 16 juli 1763) was een Frans componist en fluitist.

## Leven
Hotteterre stamt uit een familie van musici en instrumentenbouwers, die haar geld verdiende in de Grande Écurie du Roi, een instituut dat musici de rang van officier verschafte. Zijn boek (opus 1, 1707) over het bespelen van dwarsfluit, blokfluit en hobo is een standaardwerk voor de authentieke uitvoeringspraktijk. De dwarsfluit (flûte d'allemagne) was toen juist in de mode gekomen.

## Oeuvre
- Op. 1 Principes de la flûte traversière, ou flûte d'Allemagne, de la flûte à bec ou flûte douce et du hautbois, divisez par traictez (1707)
- Op. 2 Premier livre de pièces pour la flûte traversière et autres instruments avec la basse (1715)
- Op. 3 Sonates en trio pour les flûtes traversières et a bec, violon, hautbois (1712)
- Op. 4 Première suite de pièces suite de pièces à deux dessus, sans basse continue. Pour les flûtes-traversières, flûtes à bec, violes (1712)
- Op. 5 Deuxième livre de pièces pour la flûte traversière et autres instruments avec la basse (1715)
- Op. 6 Deuxième suite de pièces à deux dessus pour les flûtes-traversières, flûtes à bec, violes, etc... avec une basse ajoutée et sans altération des dessus, laquelle on y pourra joindre pour le concert (1717)
- Op. 7 L'Art de préluder sur la flûte traversière, sur la flûte à bec, sur le hautbois et autres instruments de dessus (1719)
- Op. 8 Troisième suite de pièces à deux dessus (1722)
- Op. 9 Concert de Rossignol (verloren gegaan)
- Op. 10 Méthode pour la Musette contenant des principes, par un recueil d'airs et quelques préludes (1738)
- Airs et brunettes à deux et trois dessus avec la basse - Tirez des meilleurs autheurs (1721)
- Bewerkingen van stukken van Valentine en Torelli voor twee fluiten
- Bewerking van Trio's van Albinoni (verloren gegaan)